# Georgi Dmitrijewitsch Gulia

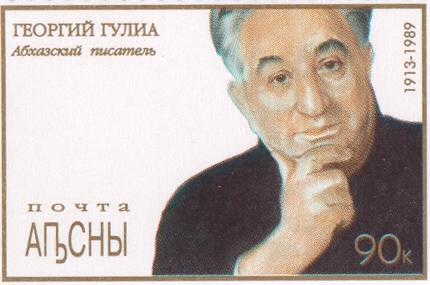

Georgi Dmitrijewitsch Gulia (russisch Георгий Дмитриевич Гулиа; * 1. Märzjul. / 14. März 1913greg. in Sochumi; † 18. Oktober 1989 in Moskau) war ein abchasisch-sowjetischer Schriftsteller, dessen Werke dem Stil des Sozialistischen Realismus zuzurechnen sind.
Er war der Sohn des bekannten Schriftstellers und Poeten Dmitri Gulia und wurde in der Sowjetunion mehrfach ausgezeichnet, so erhielt er unter anderem mehrfach das Ehrenzeichen der Sowjetunion, den Orden des Roten Banners der Arbeit und wurde 1949 mit dem Stalinpreis ausgezeichnet.

## Leben
Georgi Gulia wurde als Sohn des Autors Dmitri Gulia im Jahr 1913 im abchasischen Sochumi geboren. Georgi Gulia absolvierte ursprünglich ein Ingenieursstudium und war am Bau der Schwarzmeer-Eisenbahn beteiligt. Er begann jedoch auch schon früh mit dem Schreiben von Kurzgeschichten, 1930 wurde eine erste Erzählung Gulias veröffentlicht. Nach dem Zweiten Weltkrieg zog er nach Moskau und wurde Redakteur bei der Literaturnaja gaseta. Parallel dazu begann er als Schriftsteller zu arbeiten. In vielen seiner Werke setzte sich Gulia mit seiner abchasischen Herkunft und Heimat auseinander, später widmete er sich auch historischen Themen.
Im deutschsprachigen Raum wurden mehrere seiner Werke unter anderem in der Roman-Zeitung in der DDR veröffentlicht. Seine auf Russisch schon 1947 erschienene Erzählung Frühling in Saken wurde 1950 verfilmt. Schon 1949 erhielt Gulia schließlich den Stalinpreis, die damals höchste zivile Auszeichnung der Sowjetunion. Er verstarb 1989 in Moskau und wurde in seiner abchasischen Geburtsstadt beerdigt.

## Werke (Auswahl)
- Die gute Stadt, 1949, Verlag Kultur und Fortschritt
- Frühling in Saken, 1949, Moskau. Verlag für fremdsprachige Literatur.
- Das Mädchen Kama, 1952, Berlin. Kultur & Fortschritt
- Das zehnte Meer: Skizzen u. Impressionen, 1978, Berlin. Verlag Tribüne